# Lagocheirus praecellens
Lagocheirus praecellens là một loài bọ cánh cứng trong họ Cerambycidae.